# Грачи (Белокалитвинский район)
Грачи — населённый пункт при железнодорожной станции в Белокалитвинском районе Ростовской области, входит в состав Горняцкого сельского поселения. 
Одноимённая железнодорожная станция Грачи Северо-Кавказской железной дороги (код ЕСР 5878). Станция находится на неэлектрифицированной железнодорожной линии Лихая—Волгоград и входит в состав Ростовского региона Северо-Кавказской железной дороги ОАО «РЖД».

## География
Станция расположена в 25 км (по дорогам) восточнее города Белая Калитва (райцентр).
На ней имеется одна улица: Железнодорожная.

## Население
| 1989 | 2002 | 2010 |
| ---- | ---- | ---- |
| 190  | ↗216 | ↘175 |